# 刘安武
刘安武（1930年7月12日—2018年8月9日），湖南人，毕业于湖南大学中文系、北京大学东语系印地语专业、德里大学、贝拿勒斯印度大学，中国大陆翻译家。曾任北京大学东方学系东方文学研究室主任、南亚文化研究所所长、东方学系学术委员会主任和学位委员会主任、北京大学学术委员会委员、解放军国际关系学院兼职教授、深圳大学印度研究中心名誉主任等职，还曾担任中国印度文学研究会会长、名誉会长。

## 生平
1930年，刘安武出生在湖南省常德市。1943年，刘安武在常德县立中学读书，1946年升入湖南省立四中。1949年，刘安武考上湖南大学中文系。1951年，刘安武进入北京大学东语系学习印地语。1954年，刘安武被中华人民共和国政府公费派往印度留学，在德里大学、贝拿勒斯印度大学（英語：Banaras Hindu University）入读。1958年，刘安武到北京大学当教师，后成为教授、博士生导师。1980年，刘安武开始发表作品。1988年，刘安武加入中国作家协会。2000年，刘安武退休。

## 作品
- 《印度印地语文学史》
- 《普列姆昌德评传》
- 《印度两大史诗研究》
- 《印度文学和中国文学的比较研究》[4]

### 译著
- 《新婚》
- 《如意树》
- 《割草的女人》
- 《普列姆昌德短篇小说选》
- 《泰戈尔全集》合著

## 奖项
- 2004年，中国翻译协会“资深翻译家”荣誉称号。